# Васюковские Острова
Васюковские Острова — посёлок в Вытегорском районе Вологодской области.
Входит в состав Мегорского сельского поселения, с точки зрения административно-территориального деления — в Мегорский сельсовет.
Расположен на левом берегу реки Мегра. Расстояние по автодороге до районного центра Вытегры — 47 км, до центра муниципального образования села Мегра — 9 км. Ближайшие населённые пункты — Верховье, Ларшина, Лема.
По переписи 2002 года население — 137 человек (65 мужчин, 72 женщины). Преобладающая национальность — русские (97 %).
В реестр населённых пунктов в 1999 году была внесена под названием Васиковские Острова. Изменение в реестр внесено в 2001 году.